# ميلودي (ممثلة)
ميلودي (بالإسبانية: Melody)‏ هي ملحنة ومغنية وعارضة وممثلة إسبانية، ولدت في 12 أكتوبر 1990 بدوس إيرماناس في إسبانيا.

## وصلات خارجية
- ميلودي على موقع IMDb (الإنجليزية)
- ميلودي على موقع ميوزك برينز (الإنجليزية)
- ميلودي على موقع أول ميوزيك (الإنجليزية)
- ميلودي على موقع ديسكوغز (الإنجليزية)
- ميلودي على موقع قاعدة بيانات الفيلم (الإنجليزية)